# Farah Pahlavi
Farah Pahlavi, född Farah Diba (persiska: فرح پهلوی Farah Dibā), titulerad Shahbānou "Drottning", den 14 oktober 1938 i Teheran i Iran, var mellan 1959 och 1967 drottning och sedan kejsarinna av Iran (shahbanu mellan 1967 och 1979) som gift med shah Mohammad Reza Pahlavi.
Farah Pahlavi spelade en framträdande offentlig roll som regimens ansikte utåt, och har kallats för "regimens genuint humana ansikte". Hon utövade ett betydande inflytande inom särskilt kulturella och sociala frågor genom de föreningar och organisationer hon var medlem i och beskyddare för, och i egenskap av förbindelselänk mellan shahen och människor som ansökte om hans hjälp genom henne.

## Biografi

### Tidigt liv
Farah Diba föddes i en iransk överklassfamilj som dotter till kapten Sohrab Diba (1899–1948) och Farideh Ghotbi (1920–2000). Hon föddes två år efter avskaffandet av slöjan, Kashf-e hijab, och uppgav i sina memoarer att hon aldrig hade burit slöja under sin uppväxt och ungdomstid.
Farah Pahlavi studerade vid en italiensk och sedan en fransk skola i Teheran, och studerade sedan arkitektur i Paris 1957–1959. Hon presenterades för shahen när han besökte iranska utlandsstudenter under ett besök i Paris. Vid denna tidpunkt fanns det ett stort behov av en tronarvinge i Iran. Landet hade inte kvinnlig tronföljd, och shahen, som varken hade söner eller bröder, hade nyligen skilt sig från Soraya Esfandiary på grund av barnlöshet. Farah ansågs vara en lämplig kandidat både för rollen som drottning och som mor till en tronarvinge. Hon blev sedermera vän med shahens dotter prinsessan Shahnaz, och då hon återvände till Iran sommaren 1959 inleddes en närmare bekantskap mellan Farah Diba och shahen under överinseende av prinsessan Shahnaz. Trolovningen offentliggjordes i november 1959.
Bröllopet mellan Farah Diba och Mohammad Reza Pahlavi ägde rum den 21 december 1959 i Teheran, och beskrivs som en storslagen tillställning. Paret fick två söner och två döttrar, därmed tillgodosågs kravet på en tronarvinge redan när det första barnet föddes år 1960.

### Drottning och kejsarinna
Farah Pahlavi hade under de första åren som drottning främst till uppgift att säkra tronföljden, men fick gradvis en mer framträdande offentlig roll än någon av sina företrädare.
Mellan 1959 och 1967 bar hon en titel som brukar översättas till "drottning", Malake. År 1967 kröntes hon till shahbanu, som kan översättas till "kejsarinna". Detta var första gången en kvinna hade krönts i Iran sedan landet blev muslimskt på 600-talet, och första gången titeln shahbanu hade burits sedan Purandokht. Hennes kröning var en del av shahens plan att utöka kvinnors roll i samhället, vilket ingick i hans moderniseringspolitik. Hon utnämndes även av shahen därvid till möjlig regent, i det fall hans son skulle efterträda honom som omyndig och vara i behov av en förmyndarregering. Att utnämna en kvinna som makthavare i ett muslimskt land var vid denna tid något radikalt.
Farah Pahlavi spelade en framträdande roll vid kunglig representation och närvarade vid offentliga högtider och invigningar och besökte offentliga institutioner och kulturevenemang. Det var representation enligt den modell som var normal för kungliga kvinnor i västvärlden, men i fallet Iran innebar det att hon genom sin offentliga roll agerade föredöme för regimens moderniseringsprojekt, den vita revolutionen, där även kvinnor uppmanades att delta i samhällslivet. År 1971 deltog hon i Persiska rikets 2500-årsjubileum i Persepolis, vilket var ett av regimens största högtider.
Farah Pahlavi utökade allteftersom sin verksamhet på grundval av de välgörenhetsföreningar hon som drottning automatiskt hade blivit beskyddare av, och kom gradvis att spela en direkt inflytelserik roll. Hon blev beskyddare och hedersordförande för en rad olika föreningar och organisationer för sociala och välgörande ändamål, särskilt för sådana som rörde hälsa, utbildning, kultur, bostäder och jämställdhet. Hennes direktkontakt med shahen innebar att hon kunde göra stor skillnad i de frågor som dessa föreningar arbetade för genom att fästa uppmärksamheten på dem och utverka bidrag och donationer till dem, och hon kom därmed att utöva ett påtagligt inflytande över politiken på dessa områden. Hon var beskyddare för tjugofyra olika organisationer. Ett av hennes huvudintressen var kulturella frågor. Som före detta student i arkitektur hade hon ett uppriktigt intresse för artefakter och konst. Hon var engagerad i ett projekt om att byta tillbaka iranska artefakter från utländska museer till Iran, samt grunda museer och gynna modern konst inom Iran. Hennes kanske mest kända projekt var Tehran Museum of Contemporary Art, ett museum med en av världens mest betydande samlingar av 1900-talskonst. Ett annat av hennes kända projekt var Shiraz konstfestival. Hon var också engagerad i bostadsplanering.
Farah Pahlavi agerade mellanhand och ombud för olika supplikanter som framförde frågor och ansökningar till shahen genom henne, och hennes ingripanden till förmån för andra hade ofta framgång. Dessa frågor kunde handla om allt från välgörenhet för att hjälpa enskilda personer ekonomiskt till att hjälpa föreningar att få igenom sina ansökningar för olika ändamål. Farah Pahlavi utövade därmed ett visst inflytande under shahens regeringstid. Hon hade en personlig personal på fyrtio personer som hjälpte henne att administrera sin välgörenhet och de olika ansökningar hon mottog. Hennes humanistiska verksamhet var en viktig del av regimens propaganda, och hon har kallats "regimens genuint humana ansikte".
Farah Pahlavi blev en av regimens mest kända ansikten utåt och åtnjöt stor popularitet, särskilt i början 1970-talet, då hennes verksamhet var som mest omfattande. Med tiden blev hon dock alltmer utsatt för attacker från religiösa fundamentalister, som ogillade hennes offentliga roll. Från 1978 blev allt fler av hennes framträdanden inställda på grund av oro för hennes säkerhet.

### Senare liv
Den 16 januari 1979 lämnade Farah Pahlavi och shahen Iran i samband med den islamiska revolutionen och gick i landsflykt. De dömdes båda två till döden i sin frånvaro av den islamiska revolutionsregeringen.
Det rådde stor osäkerhet kring vart paret skulle kunna fly, då många länder såg deras närvaro som politiskt obekväm, särskilt på grund av de dödsdomar som hade utfärdats mot dem, och den nya regimens begäran att de skulle utlämnas till Iran. Då de lämnade Iran flög de först till Egypten, men tvingades därefter resa mellan en rad länder, så som Marocko, Bahamas och Mexiko. När shahens hälsotillstånd förvärrades tilläts de tillfälligt besöka USA för hälsovård.
De inbjöds slutligen att bosätta sig i Egypten, där Mohammad Reza Pahlavi år 1980 avled i leukemi. Hans son förklarades av exilrojalisterna för att vara Irans rättmätige monark, och då han var minderårig förklarades Farah Pahlavi, i enlighet med shahens vilja från 1967, vara hans förmyndarregent i exil. Hon tjänstgjorde till namnet som sådan mellan 27 juli till 31 oktober 1980, då hennes son vid tjugo års ålder uppnådde gällande myndighetsålder.
Farah Pahlavi fick 1981 tillstånd att bosätta sig i USA, och hon har därefter varit bosatt i växelvis USA och Frankrike. Hon har deltagit i ett och annat offentligt evenemang som exkejsarinna, såsom till exempel danske kronprinsens bröllop 2004 och fursten av Monacos bröllop 2011.

## Memoarer
Farah Pahlavi utgav 2004 sina memoarer: 1001 days memoirs of an empress. Memoarerna skrevs 1976, och behandlar alltså inte den iranska revolutionen, men beskriver hennes uppväxt, ungdomstid och engagemang som kejsarinna. De blev en försäljningsmässig framgång och fick blandad kritik. En uppdaterad version av memoarerna, med titeln An Enduring Love: My Life with the Shah, skildrar utöver tiden som drottning även tiden kring revolutionen och landsflykten.

## Inom media
Farah Pahlavi var föremål för Nahid Persson Sarvestanis dokumentärfilm Drottningen och jag 2009.

## Barn
- Cyrus Reza, född 31 oktober 1960 i Teheran. Han är gift med Yasamin Etemad-Amini, med vilken han har tre döttrar: Noor, Iman och Farah.
- Farahnaz, född 12 mars 1963 i Teheran.
- Ali Reza, född 28 april 1966 i Teheran, död 4 januari 2011 i Boston i USA (självmord). Han har en postumt född dotter, Iryana Leila Pahlavi.
- Leila, född 27 mars 1970 i Teheran, död 10 juni 2001 i London (överdos).

## Galleri

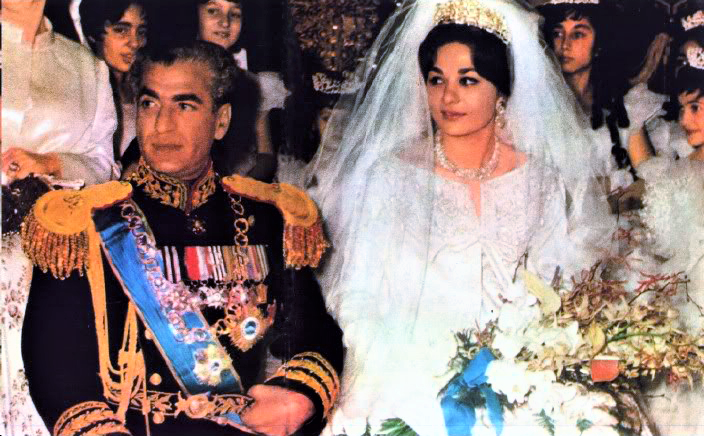
Bröllopet 1959.
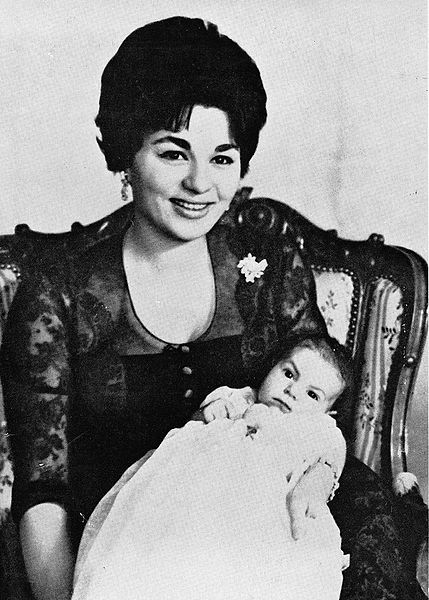
Med sin äldste son, tronarvingen, 1960.
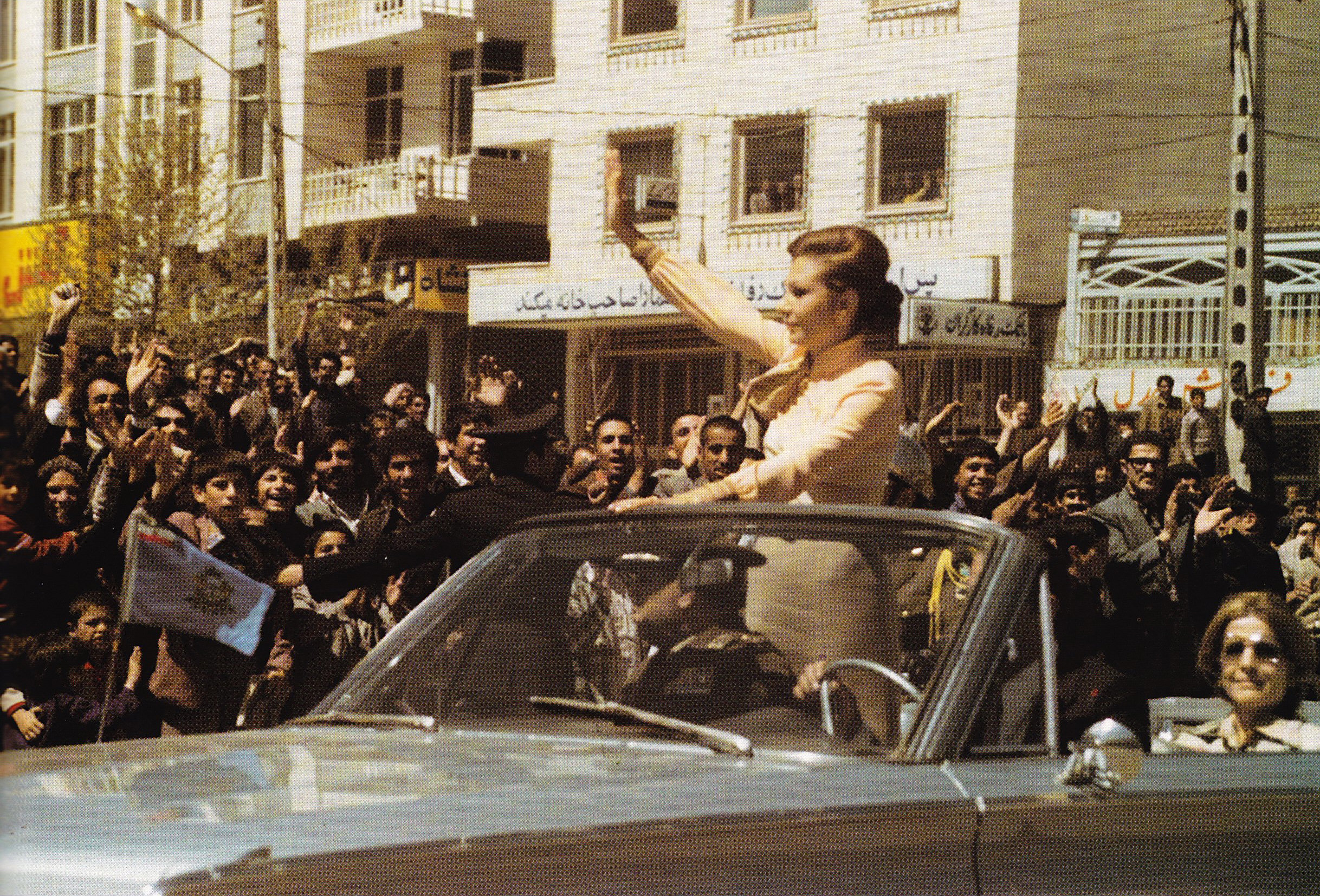
1963.
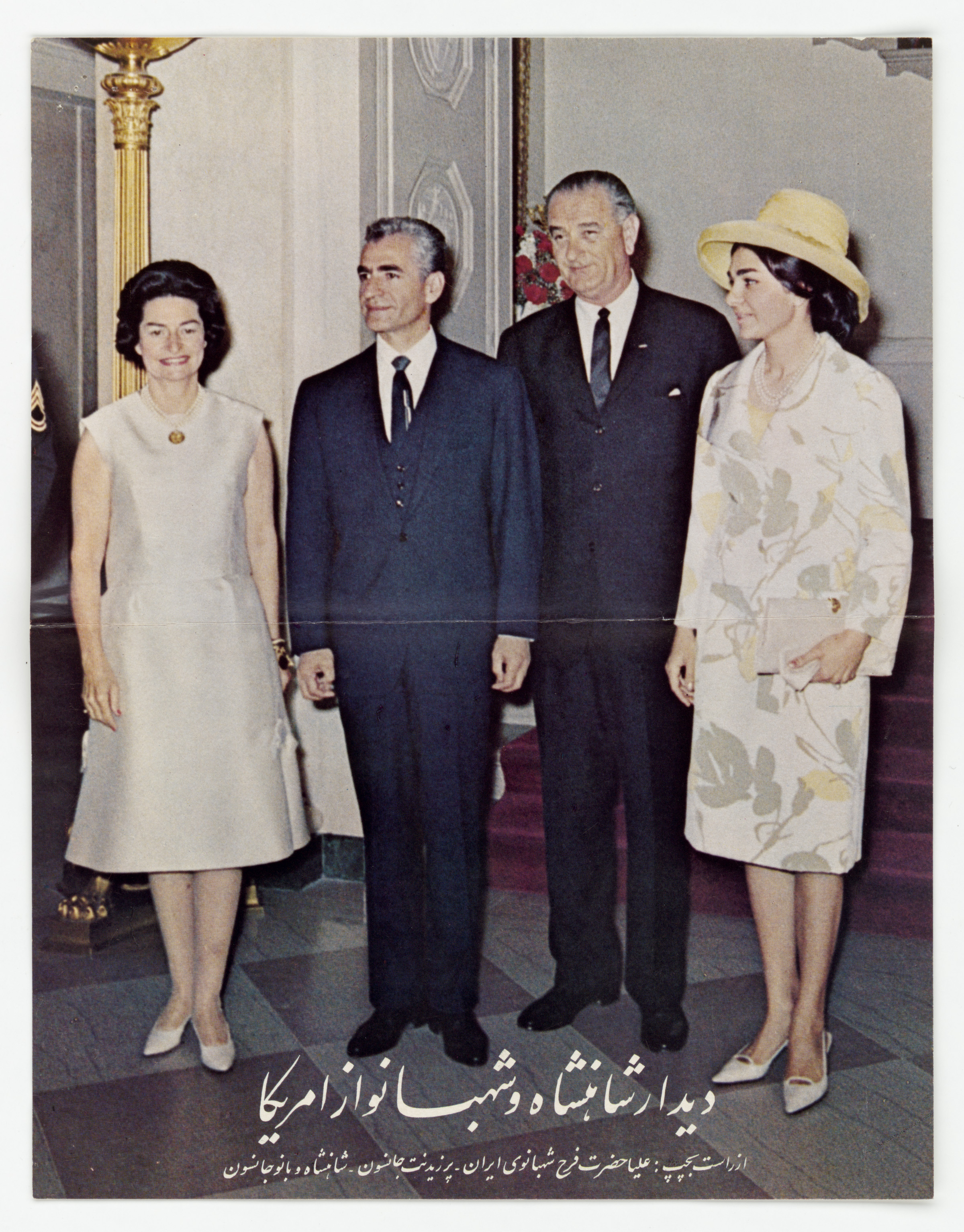
Under statsbesöket i USA 1965.
Farah Pahlavi i kröningsdräkt 1967.
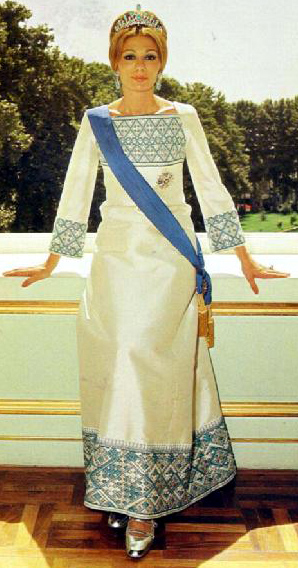
Farah Pahlavi under statsbesöket i USA 1972.
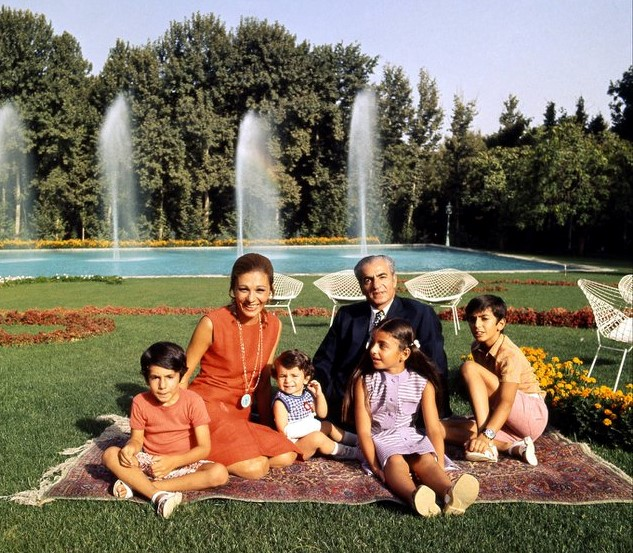
Officiell bild av kejsarfamiljen, 1970-talet.
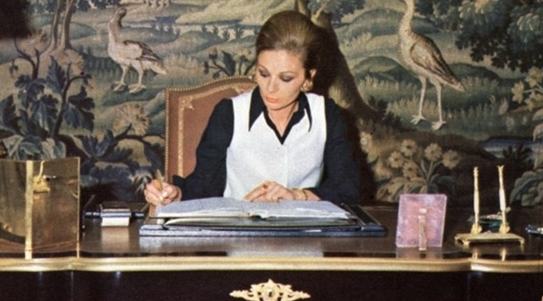
På kontoret, 1970-talet.
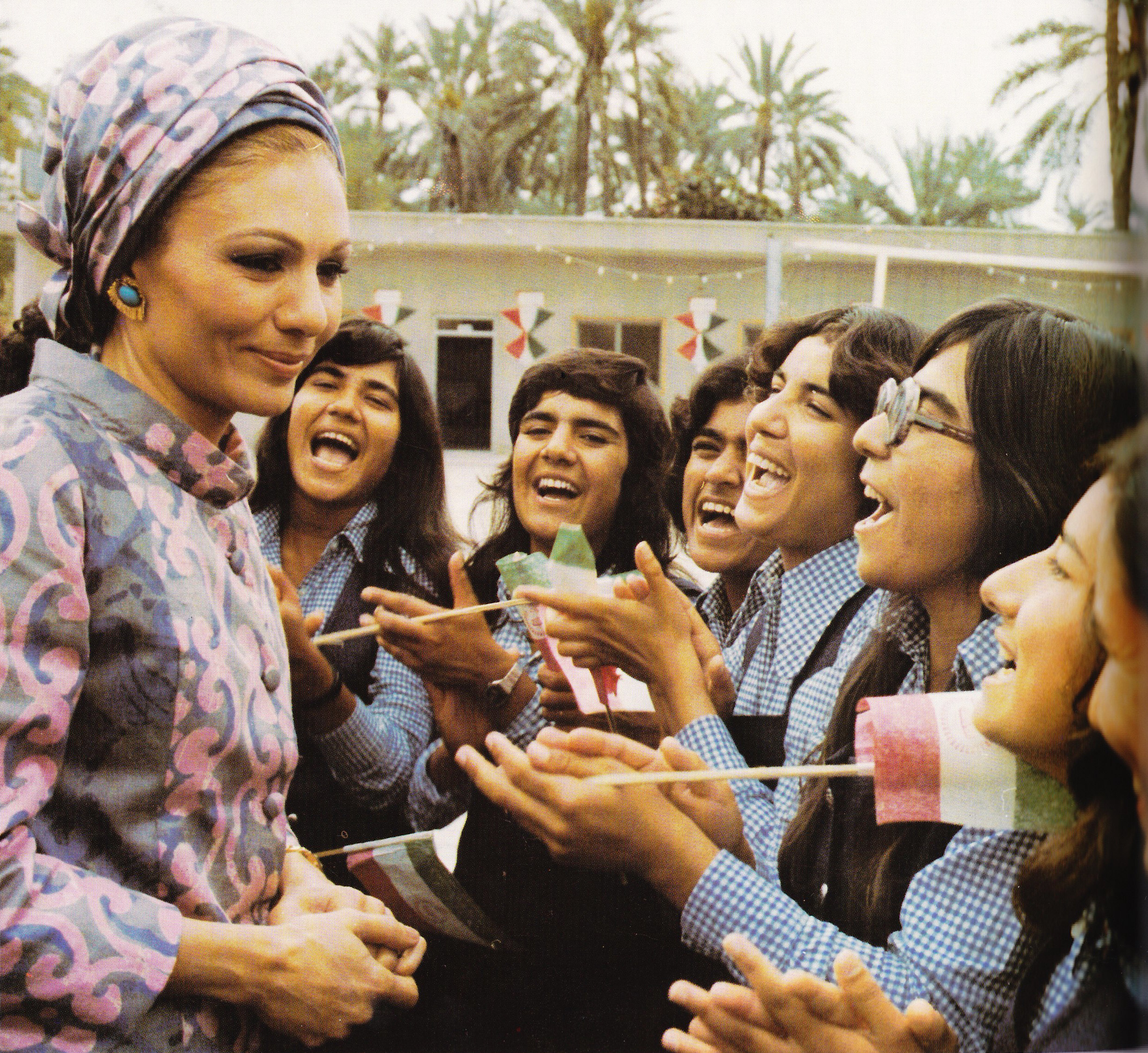
Besök vid skola, 1975.
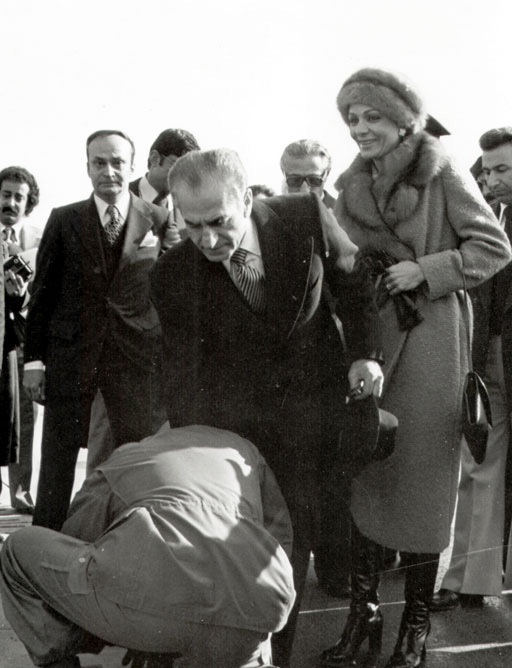
Vid flykten från Iran 1979.

## Utmärkelser
- Elefantorden,  1963[9]
- Österrikiska republikens förtjänstorden i guld,  1965[10]
- Storkors av Sankt Olavs orden,  1965[11]
- Förbundsrepubliken Tysklands förtjänstorden - storkors av särskilda klassen,  1967
- Storkorset med kedja av Finlands Vita Ros orden,  22 juni 1970[12]
- Storkorsriddare med kedja av Republiken Italiens förtjänstorden,  15 december 1974
- Drottningen av Sabas orden
- Tunisiens självständighetsorden
- Bruneis kungafamiljs orden
- Dyrbara Kronans orden
- Kungliga Serafimerorden
- Vita lejonets orden
- Renässansens högsta orden
- Mexikanska Aztekiska Örnorden
- Sydkoreas grundlagsorden
- Chakriorden
- Jugoslaviska Stjärnans orden
- Leopoldorden
- Södra korsets orden
- Steiger Award
- Leendets orden
- Malaysias kronorden
- Storkorset av Isabella den katolskas orden
- San Martín Befriarens orden
- Irans solorden
- Mohammad Reza Pahlavi och Farah Pahlavis kröningsmedalj
- Jubileumsmedaljen från firandet av 2500-årsdagen för grundandet av shah-dömet i Iran
- Storkors av Polonia Restituta
- Nederländska Lejonorden
- Storkors av Hederslegionen

[Redigera Wikidata]